# Nemorilloides flaviventris
Nemorilloides flaviventris är en tvåvingeart som beskrevs av Brauer och Julius Edler von Bergenstamm 1891. Nemorilloides flaviventris ingår i släktet Nemorilloides och familjen parasitflugor. Inga underarter finns listade i Catalogue of Life.